# كنيسة موجومبار
كنيسة موجومبار (بالأرمنية: Սուրբ Հռիփսիմե եկեղեցի) هي كنيسة تاريخية تعود إلى القرن 13، وتقع في مقاطعة شبستر.